# Cratere Wright (Luna)
Wright è un cratere lunare di 40,16 km situato nella parte sud-occidentale della faccia visibile della Luna.
Il cratere è dedicato all'astronomo statunitense Frederick Eugene Wright, al filosofo britannico Thomas Wright e all'astronomo statunitense William Hammond Wright.